# Gojira VS Mekagojira
Gojira VS Mekagojira (ゴジラVSメカゴジラ?, Gojira tai Mekagojira, lett. "Godzilla vs. Mechagodzilla") è un film del 1993 diretto da Takao Okawara.
Questo è il ventesimo film dedicato a Godzilla. In questa pellicola, ritornano due dei mostri più iconici della serie: Rodan, un gigantesco pterosauro, e Mechagodzilla, un robot progettato per assomigliare a Godzilla. Attraverso campagne pubblicitarie e una serie animata per bambini, il film fu presentato come l'ultimo capitolo della serie Heisei di Godzilla, poiché i produttori di Toho volevano evitare di competere con il futuro film statunitense di TriStar.
In Italia, questo film non è stato distribuito. Negli Stati Uniti, è stato distribuito nel 1999 con il titolo Godzilla vs Mechagodzilla II, per distinguerlo dal quasi omonimo film del 1974, noto in Italia come Godzilla contro i robot.

## Trama
1992: pochi mesi dopo lo scontro tra Mothra, Godzilla e Battra, l'ONU stabilisce l'Ungcc (United Nations Godzilla Countermeasures Center) per studiare meglio Godzilla. Il suo ramo militare, G-Force, recupera dal mare i resti di Mecha King Ghidorah, nella speranza che, attraverso l'ingegneria inversa, si possa creare un'arma per sconfiggere Godzilla. Il dottor Kazuma Aoki sviluppa un velivolo prototipo chiamato Garuda, ma questo viene scartato a favore di Mechagodzilla, un robot dalle fattezze del Re dei Mostri.
Un anno dopo, un grande uovo viene rinvenuto sull'isola irradiata di Adonoa. Aoki e la dottoressa Azusa Gojo analizzano l'uovo, ma il gigantesco pteranodonte Rodan attacca il campo base per proteggerlo, credendo che contenga il suo fratello. Successivamente, Godzilla emerge dal mare e apparentemente elimina Rodan mentre Aoki, Azusa e il resto della spedizione evacuano l'isola con l'uovo.
L'uovo è portato a Kyoto, dove Miki Saegusa (la giovane medium apparsa più volte nei film Heisei di Godzilla) percepisce attività telepatica all'interno del guscio. L'uovo si schiude, rivelando un cucciolo di Godzillasauro, che per imprinting si affeziona subito ad Azusa. Godzilla, attratto dai segnali telepatici del piccolo (ormai battezzato "Baby Godzilla"), punta dritto verso lo stabilimento dove viene analizzato il dinosauro. La G-Force manda Mechagodzilla a fermare la sua controparte organica, ma viene disabilitato da un malfunzionamento dei suoi armamenti. Godzilla raggiunge il laboratorio, ma si ritira quando percepisce la paura del cucciolo.
Rodan, ormai guarito dalle sue ferite, si trasforma in Fire Rodan, ottenendo la capacità di emettere un raggio all'uranio, e sorvola il mare aperto concentrandosi su un unico obbiettivo: ritrovare il fratello. Alla sede centrale di G-Force, delle analisi su Baby Godzilla rivelano che la specie possiede nel bacino un secondo cervello che presiede alle attività motorie. Viene deciso, contro il volere di Azusa, di usare Baby Godzilla come esca per attirare Godzilla alle isole di Ogasawara, dove Mechagodzilla lo può uccidere senza causare danni collaterali. Baby Godzilla viene trasferito in elicottero, ma Fire Rodan attacca il velivolo e s'impossessa del container con dentro Baby Godzilla e Azusa. Aoki interviene con Garuda, permettendo ai soldati della G-Force di salvare Baby Godzilla e Azusa. Infine con l'aiuto di Mechagodzilla, riescono a sconfiggere lo pterosauro.
Mechagodzilla deve affrontare anche l'arrivo del Re dei Mostri e si fonde con Garuda, diventando Super Mechagodzilla. Durante la battaglia, Miki, al comando degli armamenti di Super Mechagodzilla, riesce a identificare la parte del corpo di Godzilla in cui si trova il cervello sacrale. Attraverso una scarica elettrica, Super Mechagodzilla distrugge il cervello sacrale di Godzilla, uccidendolo. Fire Rodan si sacrifica, donando una grande quantità di energia al Re dei Mostri, che, completamente rinvigorito e ulteriormente potenziato, distrugge Super Mechagodzilla con un raggio spirale. Miki, salvatasi dal robot prima che venisse distrutto, usa i suoi poteri telepatici per convincere Baby Godzilla a lasciare Azusa e unirsi a Godzilla. I due mostri si accettano reciprocamente e si dirigono verso il mare.

## Produzione
Inizialmente, il quinto film della cosiddetta serie "Heisei" di Godzilla avrebbe dovuto essere l'ultimo, per evitare di fare concorrenza con il futuro reboot americano di TriStar e per onorare la morte di Ishirō Honda. In principio, Toho intendeva realizzare un remake di Il trionfo di King Kong, ma non riuscì ad acquisire i diritti per il personaggio di King Kong. Quando questo progetto fu scartato, Toho considerò di mettere Godzilla contro Mechani-Kong, un mecha introdotto in King Kong - Il gigante della foresta. Mechani-Kong avrebbe iniettato una squadra di soldati della G-Force nell'apparato circolatorio di Godzilla, in modo analogo a quanto accade nel film Viaggio allucinante, poiché ottenere i diritti di un mostro che avesse anche solo le sembianze di King Kong si rivelò troppo costoso.
I produttori Tomoyuki Tanaka e Shogo Tomiyama ritennero che reintrodurre Mechagodzilla fosse una mossa logica per la serie, dopo il successo della reintroduzione di King Ghidorah e Mothra al pubblico contemporaneo. Inoltre, il capo degli effetti speciali, Koichi Kawakita, si era già dimostrato competente nel fabbricare i mecha, come il Super X-II, Mecha-King Ghidorah e le macchine di Gunhed. La decisione di reintrodurre Minilla, rinominato Baby Godzilla, fu presa per mantenere l'interesse del pubblico femminile che rese Godzilla contro Mothra un successo d'incasso, malgrado le proteste del regista Takao Okawara, che detestava i film precedenti in cui appariva il personaggio. Nel finale originale del film, Godzilla avrebbe distrutto Garuda, ma sarebbe stato ucciso da Mechagodzilla. Il reattore nucleare di Garuda sarebbe esploso, rinvigorendo il Re dei Mostri. Un finale alternativo prevedeva che Baby Godzilla avrebbe ottenuto le sembianze e la grandezza del padre morente assorbendone l'energia.
Toho annunciò che il film sarebbe stato l'ultimo a includere una colonna sonora di Akira Ifukube e trasmise una serie animata per bambini intitolata Avventure in Godzillalandia, che ritraeva Godzilla e Mechagodzilla come giornalisti rivali che raccontavano il progresso del film in produzione, e persino una danza chiamata "Sii come Godzilla". Poco dopo la distribuzione del film, Toho continuò a promuoverlo attraverso un parco giochi dedicato a Godzilla a Sanrio Puroland, che includeva un cortometraggio intitolato Il pianeta mostruoso di Godzilla, con Megumi Odaka nel ruolo di un capitano d'astronave che atterra su un pianeta abitato da Godzilla, Rodan e Mothra, i quali vengono accidentalmente trasportati a Tokyo.
Kawakita fece un uso maggiore della CGI rispetto ai film precedenti e si impegnò a rendere i mostri meno dipendenti dai loro raggi durante le scene di lotta, in particolare Rodan, rappresentato attraverso marionette e pupazzi invece che mediante un costume. Baby Godzilla fu interpretato da Hurricane Ryu e fu disegnato in modo da assomigliare più a un dinosauro rispetto al suo predecessore. Mechagodzilla, raffigurato da Wataru Fukuda, fu progettato con un fisico meno spigoloso rispetto al suo predecessore, e il suo costume consisteva in elementi separati indossati come un'armatura a piastre. Kawakita aveva originariamente previsto che Mechagodzilla potesse dividersi in unità aeree e terrestri, ma l'idea fu scartata a favore di una fusione con Garuda. Il nuovo costume di Godzilla era notevolmente più tozzo rispetto a quello del suo predecessore, con spalle ridotte e gambe più snelle. La coda fu posizionata più in alto, dando al costume un'apparenza sbilanciata verso l'alto. Come il suo predecessore, il costume disponeva di una testa che poteva articolarsi indipendentemente dal corpo. Il costume utilizzato in Godzilla contro Mothra fu riciclato e usato per le scene girate da lontano durante la battaglia contro Rodan, la distruzione di Tokyo e la partenza del personaggio in mare alla fine del film.